# Большой Чикаго

Чикаголенд на карте

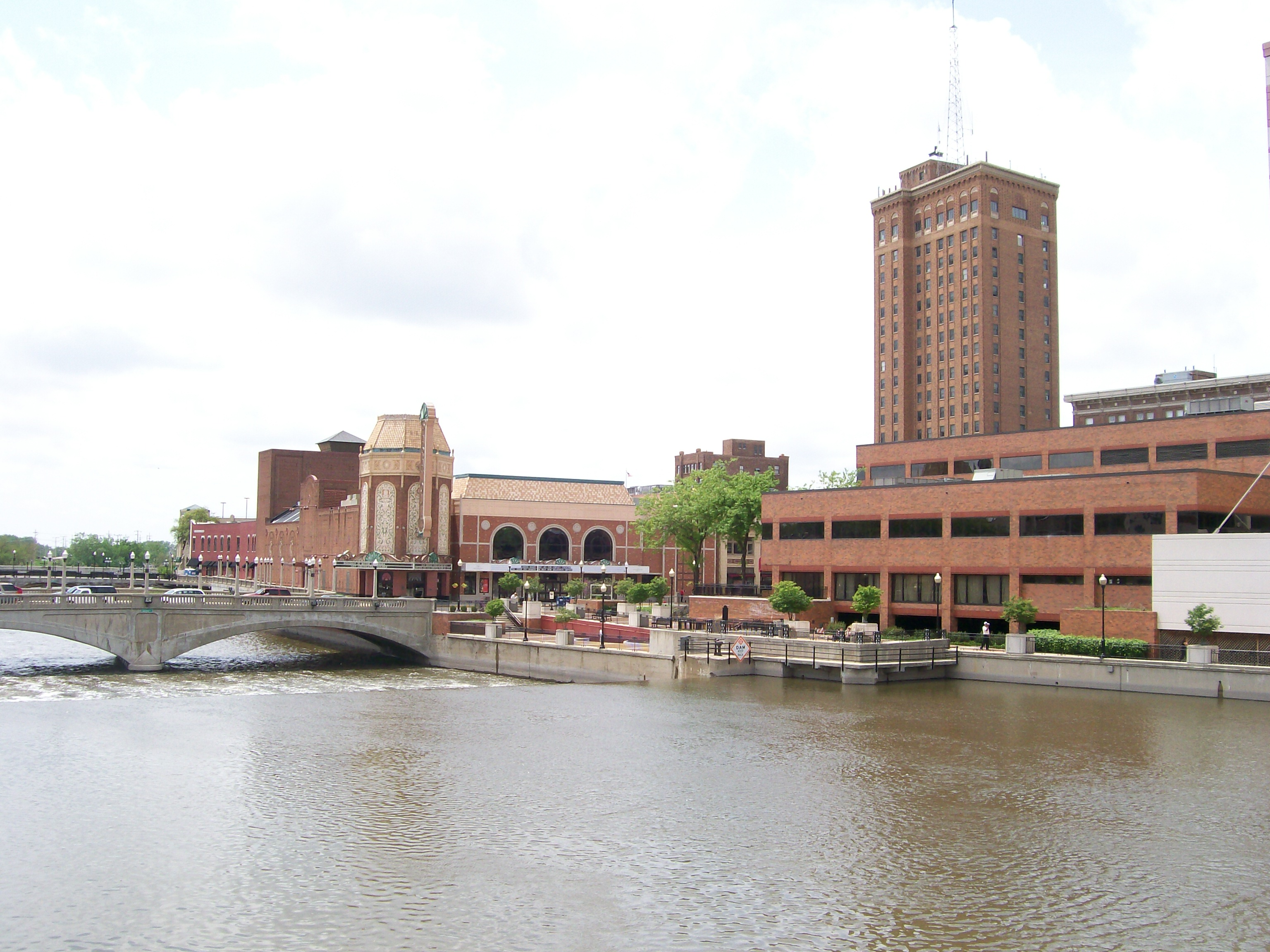
Город Орора, Иллинойс

Большой Чикаго или Чика́голе́нд (англ. Chicagoland), или метрополитенский ареал Чикаго (англ. Chicago metropolitan area) — городская агломерация на Среднем Западе США, расположенная на территории штатов Иллинойс, Индиана и Висконсин, экономическим, социальным и культурным центром которой является город Чикаго. В Большом Чикаго проживает около 10 миллионов человек, что делает его третьей крупнейшей агломерацией в США.

## Чикаголенд
Чикаголенд — это термин, часто используемый в медиа и не имеющий официального статуса. Авторство термина обычно приписывается бывшему владельцу и редактору газеты Чикаго Трибьюн Роберту Маккормику. Впервые в прессе это название было использовано 27 июля 1926 года репортером Джеймсом О’Доннелл Беннеттом, и в его трактовке Чикаголенд — все что окружает Чикаго в радиусе 320 км.

## Города и поселения

### С населением более 1 миллиона
Чикаго (Иллинойс)

### С населением более 100 тысяч
Орора (Иллинойс)

Элджин (Иллинойс)

Джолиет (Иллинойс)

Нейпервилл (Иллинойс)

### С населением более 50 тысяч
Арлингтон-Хайтс (Иллинойс)

Беруин (Иллинойс)

Болингбрук (Иллинойс)

Сисеро (Иллинойс)

Дес-Плейнс (Иллинойс)

Эванстон (Иллинойс)

Гэри (Индиана)

Хаммонд (Индиана)

Хоффман-Эстейтс (Иллинойс)

Кеноша (Висконсин)

Маунт-Проспект (Иллинойс)

Ок-Лон (Иллинойс)

Ок-Парк (Иллинойс)

Орленд-Парк (Иллинойс)

Палатайн (Иллинойс)

Расин (Висконсин)

Шомберг (Иллинойс)

Скоки (Иллинойс)

Тинли-Парк (Иллинойс)

Уокиган (Иллинойс)

Уитон (Иллинойс)

## Экономика
На территории агломерации расположены штаб-квартиры 57 компаний из списка Fortune 1000, среди которых Boeing, McDonald’s, Motorola, Discover Financial Services, United Continental Holdings, Walgreens. Важную роль в экономике играет производство электроники, телекоммуникационного оборудования, автопромышленность, тяжёлая промышленность.
В 2000-х годах экономика Иллинойса все больше стала опираться на финансовые услуги, услуги в сфере высшего образования и здравоохранения.

## Транспорт

### Основные аэропорты
Международный аэропорт О’Хара (ORD)

Международный аэропорт Мидуэй (MDW)

Международный аэропорт имени генерала Митчелла (MKE)

Международный аэропорт Гэри/Чикаго (GYY)

## Спорт
В агломерации расположены 11 профессиональных спортивных команд, 5 из которых представляют 4 основные спортивные лиги США:
- NFL — Чикаго Беарз, американский футбол
- MLB — Чикаго Кабс, Чикаго Уайт Сокс, бейсбол
- NBA — Чикаго Буллз, баскетбол
- NHL — Чикаго Блэкхокс, хоккей
- WNBA — Чикаго Скай, баскетбол
- NPF — Чикаго Бэндитс, софтбол
- MiLB — Кейн Каунти Кугарс, бейсбол
- AHL — Чикаго Вулвз, хоккей
- MLS — Чикаго Файр, футбол
- AFL — Чикаго Раш, арена-футбол

Автотрасса Chicagoland Speedway принимает соревнования в сериях NASCAR и IndyCar.
Чикагский марафон является одним из серии World Marathon Majors.